# 시민로 (의정부시)
시민로는 경기도 의정부시 송산1동에서 의정부시청 앞까지를 잇는 도로이다.

## 역사
- 날짜미상: 시민로(역전교차로-의정부시청 1.13km), 태평로 (신곡고가차도-역전교차로 1.9km), 송산길(신곡고가차도-의정부시계 4.66km)이 지정됨
- 2009년 경: 송산길의 일부구간(만가대사거리-신곡고가차도), 태평로 전체, 시민로가 통합되어 시민로(의정부시청-만가대사거리 총 4.8km으로 지정)

## 주요 경유지
경기도
- 의정부시 (용현동 · 신곡동 · 의정부동)

## 노선
- 만가대사거리(송산로직결)-306보충대대-신곡고가(43번국도연결)-신곡지하차도-송산교차로-역전교차로 - 의정부역 - 의정부역 서부광장 - 의정부 보건소 입구 - 의정부시청